# يان سبرينغر
يان سبرينغر (بالهولندية: Jan Springer)‏ هو مهندس معماري هولندي، ولد في 27 يناير 1850 في خرونينغن في هولندا، وتوفي في 28 مايو 1915 في لاهاي في هولندا.